# Patrick Ianni
Patrick Edward Joseph Ianni (ur. 15 czerwca 1985 w Lodi) – amerykański piłkarz występujący na pozycji środkowego obrońcy.
Jego brat Tayt Ianni również był piłkarzem.